# František Paul
František Paul (28. dubna 1898 Pardubice – 8. listopadu 1976 Plzeň) byl český herec, zpěvák-tenorista, režisér, libretista, překladatel a hudebník (klavírista, varhaník a divadelní kapelník), 17. srpna 1921 v Pardubicích se oženil se svou kolegyní herečkou Vlastou Kleinovou (1900–1982), po rozvodu se 27. října 1927 v Moravské Ostravě oženil s operní zpěvačkou Boženou Smetanovou (1894), ale v roce 1947 i toto manželství skončilo, jeho třetí manželkou se stala herečka Eva Šenková, se kterou měl dceru herečku Janu Paulovou. Celkem měl 7 dětí.

## Život
S uměleckou činností začínal ještě jako gymnaziální student, kdy se učil hrát na klavír i na varhany, kromě toho také ochotnicky hrál divadlo. V 6. třídě gymnázia (v sextě) v roce 1916 ze studií zběhl a odešel hrát a zpívat k soukromým kočovným divadelním společnostem, kde působil až do roku 1919. Poté působil jako herec a zpěvák v několika oblastních divadlech (Plzeň, České Budějovice a Ostrava). V první polovině 30. let 20. století začal hrát na různých operetních v Praze a v Brně. Po válce byl 7 let šéfem operety v Olomouci, od roku 1954 působil v Hudebním divadle Karlín, kde nejen hrál a zpíval, ale pracoval zde zejména jako divadelní režisér.
Byl i výrazným slovním komikem a klaunem s dobrou mimikou, který se dobře uplatnil i v českém filmu, kde si bezmála za 40 let postupně zahrál několik desítek rolí, těžiště jeho filmové tvorby však spadá zejména do 30. a 40. let 20. století, od 50. let se před kamerou objevoval víceméně sporadicky. Před filmovou kamerou se objevil poprvé v roce 1933 ve snímku U svatého Antoníčka, naposledy pak v roce 1972 ve filmu Akce Bororo.

## Filmografie, výběr
- 1933 – U svatého Antoníčka, redaktor, režie Svatopluk Innemann
- 1934 – Hej rup!, zřízenec u Worsta, režie Martin Frič
- 1938 – Vzhůru nohama, režie Jiří Slavíček
- 1940 – To byl český muzikant, muzikant Vocásek, režie Vladimír Slavínský
- 1940 – Madla zpívá Evropě, dudák Voříšek, režie Václav Binovec
- 1941 – Advokát chudých, veřejný posluha Randák, režie Vladimír Slavínský
- 1939 – Kristián, vrchní Robert, režie Martin Frič
- 1941 – Hotel Modrá hvězda, zpěvák, režie Martin Frič
- 1942 – Karel a já, šofér, režie Miroslav Cikán
- 1946 – Lavina, výčepní Václav, režie Miroslav Cikán
- 1952 – Slovo dělá ženu, Jakubec, režie Jaroslav Mach
- 1956 – Hrátky s čertem, lokaj, režie Josef Mach
- 1972 – Akce Bororo, Cipro, režie Otakar Fuka